# Hundstein (bergstopp i Schweiz, Appenzell Innerrhoden)
Hundstein är en bergstopp i Schweiz.   Den ligger i kantonen Appenzell Innerrhoden, i den östra delen av landet, 150 km öster om huvudstaden Bern. Toppen på Hundstein är 2 156 meter över havet, eller 183 meter över den omgivande terrängen. Bredden vid basen är 0,72 km.
Terrängen runt Hundstein är bergig åt sydväst, men åt nordost är den kuperad. Runt Hundstein är det ganska tätbefolkat, med 120 invånare per kvadratkilometer.. Närmaste större samhälle är Sankt Gallen, 19,1 km norr om Hundstein. 
I omgivningarna runt Hundstein växer i huvudsak blandskog.